# Aeroportul Puerto Cabezas
Aeroportul Puerto Cabezas (IATA: PUZ, ICAO: MNPC) este un aeroport din Regiunea Autonomă a Atlanticului de Nord, Nicaragua. Aeroportul a fost tranzitat în 2015 de 40.100 de pasageri.
Situat la o altitudine de 21 m, aeroportul dispune de o singură pistă. Este operat de Nicaragua.